# Grevillea integrifolia
Grevillea integrifolia  es una especie de arbusto  del gran género  Grevillea perteneciente a la familia  Proteaceae. Es originaria del sudoeste de Australia Occidental.

## Descripción
Por lo general, alcanza un tamaño de entre 0,6 y 2,5 metros de altura y produce las flores entre septiembre y enero (principios de primavera hasta mediados de verano) en su área de distribución natural. Estas tienen un color blanco, crema o amarillo pálido con el perianto blanco y el estilo de color crema.

## Taxonomía
Grevillea integrifolia fue descrita por descrita por primera vez en Stirpium Australasicarum Herbarii Hugeliani Decades Tres en 1830 por Stephan Ladislaus Endlicher con el nombre de Anadenia integrifolia. La especie fue transferida al género Grevillea por Meisn. y publicado en Prodromus Systematis Naturalis Regni Vegetabilis 14: 385. 1856.
Etimología
Grevillea, el nombre del género fue nombrado en honor de Charles Francis Greville, cofundador de la Royal Horticultural Society.
integrifolia: epíteto latíno que significa "con las hojas enteras"
Sinonimia
- Anadenia integrifolia Endl.	[6]